# Лабынцев, Иван Михайлович
Иван Михайлович Лабынцев (Лабынцов, Лабинцев, Лабинцов) (1802—1883) — генерал от инфантерии, герой Кавказской войны.

## Биография
Родился в 1802 году, происходил из дворян Тульской губернии, образование получил в Дворянском полку, откуда 15 апреля 1819 года выпущен прапорщиком в 39-й егерский полк, находившийся на Кавказе. С самого начала своей службы ему пришлось постоянно участвовать в походах против горцев. В 1823 году получил чин поручика.
Во время русско-турецкой войны 1828—1829 годов Лабынцев состоял адъютантом командира 3-й бригады 20-й пехотной дивизии генерал-майора Берхмана и отличился при штурме Карса 21 июня 1828 года. 16 ноября 1828 года он был награждён орденом св. Георгия 4-й степени
В день приступа, под начальством подполковника Миклашевского, со вверенною ему ротою бросился с примерной отважностью в штыки на неприятельские шанцы на коих взято с боя, совместно с ротой 42-го Егерского полка, два орудия; потом занял часть предместья, причём взято четыре знамя.
В 1832 году за отличия против горцев Лабынцев был произведён в штабс-капитаны и вскоре назначен старшим адъютантом 20-й пехотной дивизии, в 1834 году зачислен в лейб-гвардии Волынский полк, в 1836 году произведён в капитаны.
Лабынцев в 1838 году был произведён в полковники с переводом в Кабардинский пехотный полк и командирован в Санкт-Петербург в Образовый пехотный полк. Однако на полпути его застал высочайший приказ (от 22 декабря того же года) о назначении командиром Кабардинского пехотного полка и Лабынцев вернулся на Кавказ; 15 марта 1839 года он принял полк в командование.
В 1839 году состоял в отряде графа Граббе, отличился во время действий против сильно укреплённого аула Ахульго и 25 июня 1839 года произведён в генерал-майоры, а вскоре получил и золотую шпагу с надписью «За храбрость» и алмазными украшениями.
В 1840 году, начальствуя самостоятельным отрядом, производил экспедиции по рекам Ассе и Аргуну; следующие два года провел в Чечне и Дагестане, в почти ежедневных стычках с врагом. Принимал участие в знаменитой ичкеринской экспедиции графа Граббе с целью взятия Дарго. Кабардинским полком Лабынцев командовал до 21 февраля 1842 года, затем был назначен командиром 2-й бригады 20-й пехотной дивизии, в 1844 году получил под начало 1-ю бригаду 19-й пехотной дивизии.
Большие услуги оказал он во время Даргинской экспедиции 1845 года; князь Дондуков-Корсаков в значительной степени ему приписывает спасение всего отряда и сообщает много любопытного о его личной храбрости, превосходном уменьи влиять на солдат и об его отличном понимании условий войны на Кавказе.
В начале 1845 года Лабынцев был назначен командующим 14-й пехотной дивизией и 31 июля 1845 года был произведён в генерал-лейтенанты, однако вскоре был переведён на должность начальника 19-й пехотной дивизии.
С 1848 года состоял при Главнокомандующем армией, затем был начальником 2-й пехотной дивизии, а в 1849 году получил в командование 5-ю пехотную дивизию, во главе которой выступил в поход в Венгрию.
В 1855 году назначен командующим силами 1-й и 3-й пехотных дивизий. В 1856 году назначен командующим 1-м армейским корпусом, 8 сентября 1859 года произведён в генералы от инфантерии.
Умер 7 сентября 1883 года в Вильне.

## Награды
Среди прочих наград Лабынцев имел ордена:
- Орден Святой Анны 4-й степени (1827 год)
- Орден Святого Георгия 4-й степени (16 ноября 1828 года, № 4183 по кавалерскому списку Григоровича — Степанова)
- Орден Святой Анны 2-й степени (1835 год, императорская корона к этому ордену пожалована в 1837 году)
- Орден Святого Владимира 3-й степени (1839 год)
- Золотая шпага с надписью «За храбрость» и алмазными украшениями (15 декабря 1839 года)
- Орден Святого Станислава 1-й степени (1840 год)
- Орден Святой Анны 1-й степени (1841 год, императорская корона к этому ордену пожалована в 1843 году)
- Орден Святого Владимира 2-й степени (1845 год)
- Орден Белого орла (1847 год)
- Орден Святого Александра Невского (26 августа 1849 года, алмазные знаки к этому ордену пожалованы в 1851 году)

## Отзывы современников
Лабынцев пользовался на Кавказе репутацией «храбрейшего из храбрых», а граф Граббе писал, что с ним «все предприятия удаются».
Яркую характеристику Лабынцева оставил генерал М. Я. Ольшевский:

«Вот этот среднего роста, крепкого сложения с толстою шеей, с простоватым, ничего не выражающим лицом, идущий на маленькой довольно плохой лошадке, в засаленном сюртуке, ситцевой рубашке и курящий отвратительную сигару, которая вас одуряет, — это герой Кавказа, генерал Лабынцев. Он очень скуп, а потому у него и лошадь плохая, и засаленный сюртук, и ситцевая грязная рубашка, и курит он одуряющую сигару. Генерал Лабынцев — грубый брюзга, всегда угрюмый, недовольный, насупившийся, вечно ругающийся. Но если он не любим посторонними и подчинёнными, то уважаем ими за мужественную храбрость и неустрашимость. Солдаты его боятся и недолюбливают, но охотно идут с ним в бой, потому что знают, что с ним не попадут в беду; а если случится беда, то знают, что Иван Михайлович постоит и за себя и за них. И действительно много опасностей пережил генерал Лабынцев во время продолжительной своей службы на Кавказе, но, кроме контузии камнем при штурме Сурхаевой башни под Ахульго, не был ни разу ранен. Недаром солдаты считали его заговоренным от пуль и ядер».
Историк Кабардинского полка А. Л. Зиссерман следующими словами описывал Лабынцева:

Небольшого роста, плотный, лысый, с непривлекательным, но очень выразительным лицом, Иван Михайлович обладал замечательным природным умом, и это затушёвывало недостаток образования научного. При этом — редкая твёрдость и изумительная энергия. … До крайности расчётливый, даже просто скупой, иногда до мелочности, он был однако чужд корыстолюбия и также строго берёг казённые деньги, как и свои собственные. … Суровый, строгий начальник, грубый в обращении, он умел однако приобрести в полку среди офицеров горячих приверженцев, а солдаты боготворили его и готовы были за ним в огонь и в воду. … Впоследствии, командуя дивизией, он заставлял бояться полковых командиров его инспекторских смотров пуще всякой беды.